# Nage en eau libre aux Jeux olympiques
La nage en eau libre figure au programme des Jeux olympiques depuis 2008 à Pékin. Elle se distingue des autres épreuves de natation par sa pratique en milieu naturel et non en piscine olympique.

## Évènements
• = Épreuves officielles, D = Démonstration, H = Hommes, F = Femmes
| Épreuve | 2008 | 2012 | 2016 | 2020 | 2024 |
| ------- | ---- | ---- | ---- | ---- | ---- |
| 10 km H | •    | •    | •    | •    | •    |
| 10 km F | •    | •    | •    | •    | •    |

## Distance olympique
| Année       | Distance (km) |
| ----------- | ------------- |
| Depuis 2008 | 10            |

## Éditions

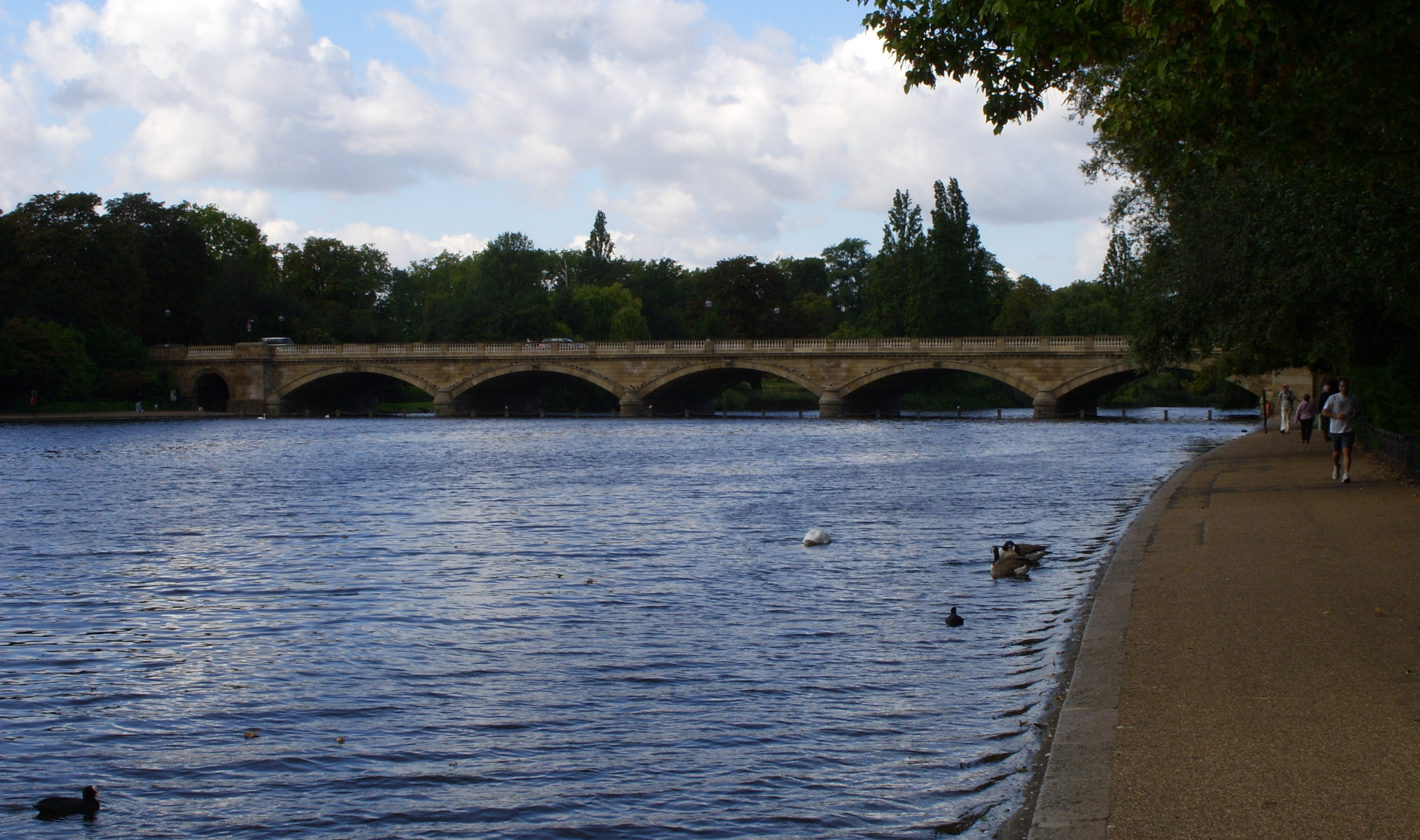
Les épreuves de nage en eau libre lors des Jeux de 2012 ont lieu dans le Serpentine, à Londres.

| Édition | Ville          | Pays        | Site                                                |
| ------- | -------------- | ----------- | --------------------------------------------------- |
| 2008    | Pékin          | Chine       | Parc aquatique olympique de Shunyi (Lac artificiel) |
| 2012    | Londres        | Royaume-Uni | Hyde Park (Serpentine)                              |
| 2016    | Rio de Janeiro | Brésil      | Fort de Copacabana (Océan Atlantique)               |
| 2020    | Tokyo          | Japon       | Parc marin d'Odaiba (Océan Pacifique)               |
| 2024    | Paris          | France      | Seine                                               |

## Palmarès

### Hommes
| Édition | Or                                              | Argent                                      | Bronze                                      |
| ------- | ----------------------------------------------- | ------------------------------------------- | ------------------------------------------- |
| 2008    | Maarten van der Weijden (NED) 1 h 51 min 51 s 6 | David Davies (GBR) 1 h 51 min 53 s 1        | Thomas Lurz (GER) 1 h 51 min 53 s 6         |
| 2012    | Oussama Mellouli (TUN) 1 h 49 min 55 s 1        | Thomas Lurz (GER) 1 h 49 min 58 s 5         | Richard Weinberger (CAN) 1 h 50 min 0 s 3   |
| 2016    | Ferry Weertman (NED) 1 h 52 min 59 s 8          | Spyrídon Yianniótis (GRE) 1 h 52 min 59 s 8 | Marc-Antoine Olivier (FRA) 1 h 53 min 2 s 0 |
| 2020    | Florian Wellbrock (GER) 1 h 48 min 33 s 7       | Kristóf Rasovszky (HUN) 1 h 48 min 59 s 0   | Gregorio Paltrinieri (ITA) 1 h 49 min 1 s 1 |
| 2024    | Kristóf Rasovszky (HUN) 1 h 50 min 52 s 7       | Oliver Klemet (GER) 1 h 50 min 54 s 8       | Dávid Betlehem (HUN) 1 h 51 min 9 s 0       |

### Femmes
| Édition | Or                                            | Argent                                        | Bronze                                   |
| ------- | --------------------------------------------- | --------------------------------------------- | ---------------------------------------- |
| 2008    | Larisa Ilchenko (RUS) 1 h 59 min 27 s 7       | Keri-Anne Payne (GBR) 1 h 59 min 29 s 7       | Cassandra Patten (GBR) 1 h 59 min 31 s 0 |
| 2012    | Éva Risztov (HUN) 1 h 57 min 38 s 2           | Haley Anderson (USA) 1 h 57 min 38 s 6        | Martina Grimaldi (ITA) 1 h 57 min 41 s 8 |
| 2016    | Sharon van Rouwendaal (NED) 1 h 56 min 32 s 1 | Rachele Bruni (ITA) 1 h 56 min 49 s 5         | Poliana Okimoto (BRA) 1 h 56 min 51 s 4  |
| 2020    | Ana Marcela Cunha (BRA) 1 h 59 min 30 s 8     | Sharon van Rouwendaal (NED) 1 h 59 min 31 s 7 | Kareena Lee (AUS) 1 h 59 min 32 s 5      |
| 2024    | Sharon van Rouwendaal (NED) 2 h 3 min 34 s 2  | Moesha Johnson (AUS) 2 h 3 min 39 s 7         | Ginevra Taddeucci (ITA) 2 h 3 min 42 s 8 |